# جف راولی
جف راولی (انگلیسی: Jeff Rawle؛ زادهٔ ۲۰ ژوئیهٔ ۱۹۵۱) هنرپیشه اهل بریتانیا است.
از فیلم‌ها یا برنامه‌های تلویزیونی که وی در آن نقش داشته است می‌توان به هری پاتر و جام آتش اشاره کرد.